# Hullenhausen
Hullenhausen ist ein Ortsteil der niedersächsischen Gemeinde Wiefelstede im Landkreis Ammerland. 
Der Ort gehörte bis 1972 zur Gemeinde Varel-Land im Landkreis Friesland und wurde im Rahmen der kommunalen Gebietsreform in Niedersachsen  nach Wiefelstede eingemeindet.

## Geografie und Verkehrsanbindung
Die 8 km nördlich von Wiefelstede gelegene Bauerschaft hat 22 Einwohner (Stand: 1. Januar 2007). Sie befindet sich an der Hullenhauser Straße, die in westlicher Richtung nach Conneforde führt.  

## Geschichte
1913 wurde, ausgehend von einem Geeststreifen, im Hullenmoor die kleine Kolonie Hullenhausen angelegt, deren Grundstücke bis an die Wapel reichen. 1933 gab es 6 Wohnhäuser mit 22 Einwohnern, 1961 hatte der Ort 32 Einwohner.